# بنی و جون
بنی و جون (به انگلیسی: Benny & Joon) فیلمی کمدی-رمانتیک به کارگردانی جرمیا اس چچیک محصول سال ۱۹۹۳ است. داستان فیلم دربارهٔ دو فرد عجیب و غریب، سم (جانی دپ) و جونیپر، «جون» (مری استوارت مسترسون) است که با هم آشنا و عاشق هم می‌شوند. شهرت این فیلم شاید به خاطر حرکات کمدی دپ و محبوبیت آهنگ «خواهم بود (۵۰۰ مایل)» اثر گروه پروکلیمرز (اعلام کننده‌ها) در آمریکا باشد. تمام صحنه‌های این فیلم در اسپوکن فیلمبرداری شد.

## خلاصه داستان
بنجامین «بنی» پرل (آیدن کوئین) و خواهر بیمارش جونیپر «جون» پرل از زمان مرگ ناگهانی پدر و مادرشان با هم زندگی می‌کنند. دوست بنی، مایک (جو گریفاسی) با پسرعمویش سم (جانی دپ) که عاشق سینما است زندگی می‌کند.
جون با بنی و مایک پوکر بازی می‌کند و شرطی را می‌بازد که سم را مجبور می‌کند که با بنی و جون زندگی کند…

## بازیگران
| بازیگر              | نقش        |
| ------------------- | ---------- |
| جانی دپ             | سم         |
| مری استوارت مسترسون | جون        |
| آیدن کوئین          | بنی        |
| ویلیام اچ میسی      | رندی برک   |
| جولین مور           | راتی       |
| الیور پلت           | اریک       |
| سی.سی.اچ. پاوندر    | دکتر گاروی |
| دن هیدیا            | توماس      |
| جو گریفاسی          | مایک       |
| لاینت والدن         | مشتری      |